# Juan de Hoyos
Juan de Hoyos (auch Johann Baptist I. de Hoyos oder Hans von Hoyos, Freiherr von Stixenstein) (* um 1506 in Burgos; † 23. Mai 1561 in Gradisca) war ein spanisch-österreichischer Adeliger, Soldat und Begründer des österreichischen Adelsgeschlechts Hoyos.

## Leben
Hoyos war Sohn des spanischen Admirals Sanco de Magnia von Hoyos, Baro di San Martino und der Inés Salamanca. Er ging schon als Kind 1520 mit Karl V. von Valladolid nach Deutschland. Um 1525 zog er im Gefolge des späteren Kaisers Ferdinand I. nach Niederösterreich und zählte damit zu den am frühesten in den österreichischen Ländern nachweisbaren Spaniern. Er wurde 1549 in den niederösterreichischen Herrenstand aufgenommen und war gleichzeitig, etwa seit 1538 Hidalgo am Hofe Kaiser Karl V. Hoyos war für beide Herrscher Kämmerer, General-Feldzeugmeister sowie Hofkriegsrat und Kommandant von Görz. 1545 übernahm er die Hauptmannschaft von Triest.
Hoyos erwarb Burg Stixenstein bei Ternitz und die dazugehörige Herrschaft. 1548 heiratete er Judith Ungnad († 1572), Tochter des Hans Ungnad, und kämpfte in der Schlacht bei Mühlberg sowie in den Türkenkriegen. Hoyos engagierte sich stark für die Gegenreformation in den österreichischen Ländern.